# Vladlena Bobrovnikova
Vladlena Eduardovna Bobrovnikova (Krasnodar, 24 de octubre de 1987) es una jugadora de balonmano rusa. Ha conseguido dos medallas olímpicas. 